# 戸次親宗
戸次 親宗（べっき ちかむね、生年不詳 - 永禄10年（1567年））は戦国武将。豊後国の戦国大名大友氏家臣である戸次氏の一族。諱は親宗。通称は治部少輔、治部大輔。父は戸次親延。兄は戸次親繁（刑部少輔）、姉妹に小野鎮幸の妻（立花道雪養女）、沓掛平左衛門鎮昌の妻。夫人は田北鑑益(大和守)の娘。子は戸次鎮直（治部大輔）、戸次鎮栄（2男、雅樂助）、十時新右衛門惟直の妻。立花道雪の父である戸次親家の従兄弟にあたる。
実父の親延は天文20年（1551年）に肥前国小坂の戦いで戦死したために親延の家督は叔父の戸次親就が継ぎ、兄の親繁と共に親就の養子となる。
天文4年（1535年）肥後菊池氏などの肥後国人の反叛の際には、戸次鑑連（道雪）の後見役として肥後に出陣、車返の戦いに先鋒となって騎馬突撃し、その勇猛奮戦は味方を大きい鼓舞させた。
永禄年間、大友軍の将として兄の親繁と共に戸次鑑連に従って、門司合戦や高橋鑑種の居城・宝満山城攻略戦などに参戦した。
永禄10年（1567年）の筑前国秋月氏攻めに参陣し休松の戦いの前哨戦である邑城攻めで戦死する。

## 子孫
「柳河藩享保八年藩士系図」（1723年）によると親宗の子孫の嫡家は井伊掃部頭御家中（彦根藩士）、次男家は柳河藩士戸次治右衛門としている。「戸次軍談（戸次軍記）」の作者である彦城散人との関係は不明。